# X-Ecutioners
The X-Ecutioners — група американських хіп-хоп діджеїв/тернтаблістів з Нью-Йорка, штат Нью-Йорк. Група утворена в 1989 році і в даний час складається з трьох діджеїв, включаючи Total Eclipse, DJ Boogie Blind, DJ Precision. Початковими членами групи були Міша Сініста, Роб Свіфт і Рок Райда (який помер у вересні 2009 року).

## Історія
X-Ecutioners, сформований як діджейська команда в 1989 році, яка спочатку включала 11 учасників. Оригінальною назвою групи були Люди Ікс, названі на честь команди супергероїв Marvel Comics, яка була обр через їх суперництво між командою діджеїв Dj Clark Kent, відомою як Supermen, і на честь Супермена DC Comics. Пізніше вони змінили назву з міркувань торгової марки.
Після того, як назва групи змінилася, пізніше знімальна група була скорочена до учасників Роба Свіфта, Рока Райди, Total Eclipse і Mista Sinista (названа на честь лиходія Людей Ікс Містера Сіністера), перш ніж випустити їх дебютний студійний альбом X-Pressions в 1997 році. Пізніше Sinista покинула групу незабаром після виходу їхнього другого студійного альбому Built from Scratch у 2001 році.
X-Ecutioners працювали з багатьма відомими виконавцями над своїми альбомами Built from Scratch і Revolutions і користуються великою повагою в хіп-хопі за свої навички вертушки, будучи відомими технікою, відомою як біт-жонглювання. Відомо, що вони робили численні колаборації, починаючи від Kool G Rap і закінчуючи Cypress Hill, Майком Шинодою та Джо Ганом з рок-групи Linkin Park, і спільно випустили альбом для співпраці з Майком Паттоном під назвою General Patton vs. The X-Ecutioners. X-Ecutioners внесли ремікс на пісню Run-DMC «Король року» на гру Harmonix «Амплітуда», а пісня «Like This» була представлена у відеогрі SSX 3. Їх музика і вони самі також були представлені в грі, НФЛ-стріт. Станом на 2007 рік Роб Свіфт, Total Eclipse і Precision створили нову групу під назвою Ill Insanity. Їхній останній реліз студійного альбому Ground Xero містить 14 треків за участю таких, як DJ QBert, DJ Excess та Grand Master Roc Raida. Ill Insanity опублікувала блог у своєму Myspace щодо туру возз'єднання в Австралії в жовтні 2008 року. Група прокоментувала у своєму блозі.
«Безперечно, один з найбільших екіпажів тернтаблістів усіх часів, легенди Нью-Йорка The X-Ecutioners возз'єднуються виключно для того, щоб вперше гастролювати по Австралії. Надзвичайно талановиті тернтаблісти, гросмейстер Рок Райда, Роб Свіфт, Бугі Блінд, Повне затемнення та Точність зібралися виключно для цього туру, і через 10 вертушок залишать вас безмовними зі своїми неймовірними навичками вертушки різати, змішувати, дряпати та бити жонглювання».
Група оголосила в 2008 році дати туру як на X-Ecutioners' так і в блозі Myspace Reunion Tour Ill Insanity. У недавньому інтерв'ю радіо E.Zee, Мішта Сініста каже (2008), що «нинішні Люди Ікс - це Місто Сініста, Повне затемнення, Бугі Блінд, Стів Д, Шон С, Джонні Кеш, Даймонд Дж, Екзотика Е і Рок Райда, які завжди будуть поруч».
Рок Райда помер 19 вересня 2009 року від ускладнень інсульту від тренувань в Крав-Магі.
Total Eclipse є останнім учасником з оригінальних X-Ecutioneriв, який досі грає за них.

## Склад

### Поточні учасники
- Total Eclipse - тьорнтейбл (1996–сьогодні)
- DJ Boogie Blind - тьорнтейбл (2004–сьогодні)
- DJ Precision - тьорнтейл (2004–сьогодні)

### Колишні учасники
- Mista Sinista - тьорнтейбл (1989–2001)
- Rob Swift - тьорнтейбл (1989–2004)
- Roc Raida - тьорнтейбл (1989–2009) (загинув)

## Дискорафія

### Альбоми
| Рік  | Назва                                                                                        | Позиція в чарті | Позиція в чарті |
| Рік  | Назва                                                                                        | U.S.            | U.S. R&B        |
| ---- | -------------------------------------------------------------------------------------------- | --------------- | --------------- |
| 1997 | X-Pressions - Випущений: September 23, 1997 - Лейбл: Asphodel                                | –               | –               |
| 2002 | Built from Scratch - Випущений: February 26, 2002 - Лейбл: Loud                              | 15              | 13              |
| 2004 | Revolutions - Випущений: June 8, 2004 - Лейбл: Loud                                          | 118             | 50              |
| 2005 | General Patton vs. The X-Ecutioners - Випущений: February 5, 2005 - Лейбл: Ipecac Recordings | –               | –               |
| 2008 | Ground Xero - Випущений: March 11, 2008 - Лейбл: Ablist                                      | –               | –               |

### Сінгли
- "It's Goin' Down[en]" (2002)

## Зовнішні посилання
- The X-Ecutioners at Rolling Stone
- The X-Ecutioners at IGN Music